# نحت معماري

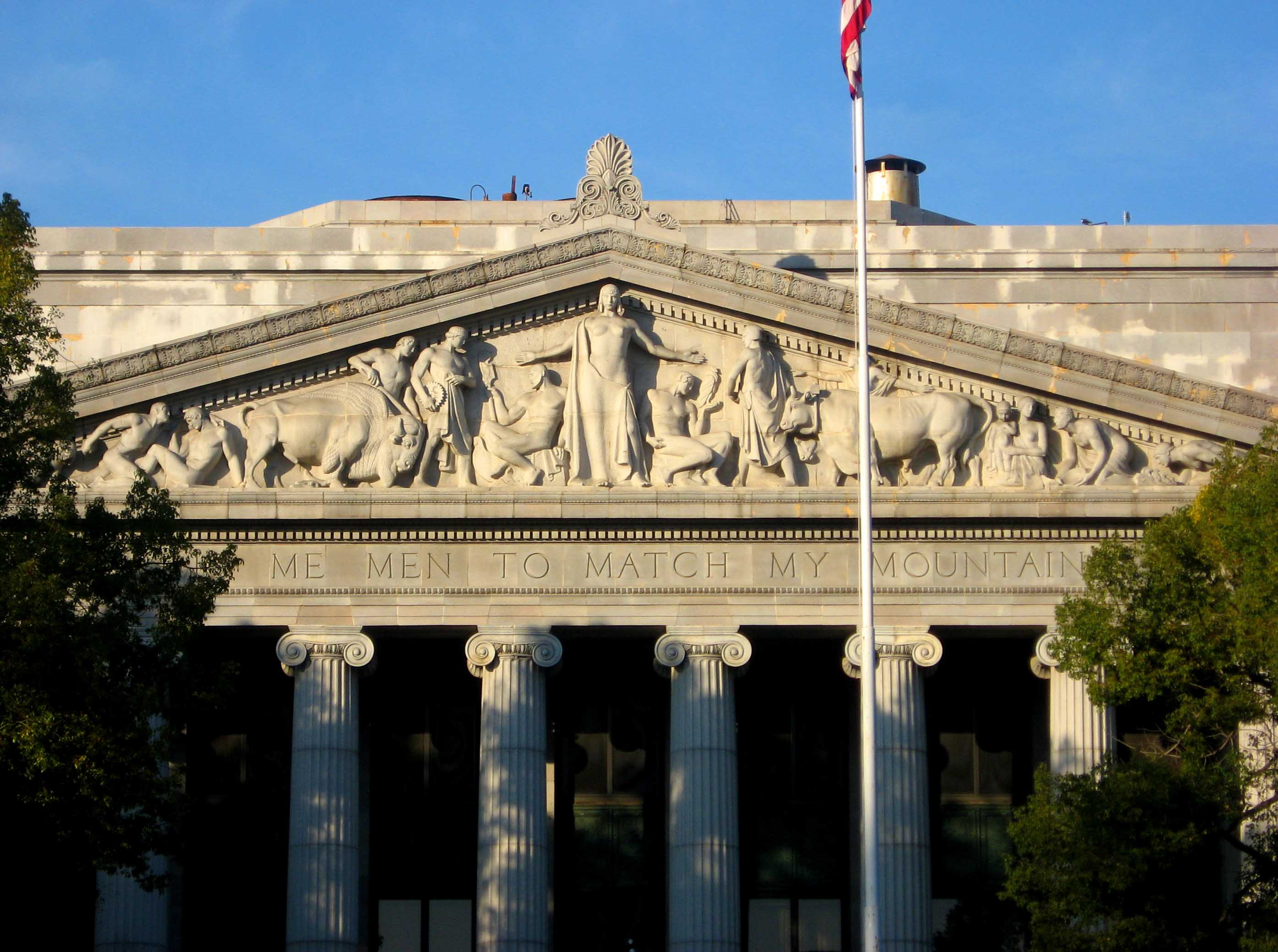
قوصرة منحوتة في ساكرامنتو، كاليفورنيا (1928).

النحت المعماري هو استخدام المعمارييّن أو النحّاتين لتقنيات النحت في تصميم مبنى أو جسر أو ضريح أو غيرها من المشاريع. غالبًا ما يتكامل النحت مع هيكل البناء، كما أن الأعمال القائمة بذاتها تُعتبر جزء من التصميم الأصلي في النحت المعماري. كما يتم تعريف النحت المعماري على أنه جزء لا يتجزأ من المبنى أو النحت الذي تم إنشاؤه خصيصًا لتزيين أو تجميل الهيكل المعماري.
ظهر هذا النحت في العمارة القديمة للحضارات القديمة كما في عمارة بلاد ما بين النهرين والعمارة اليونانيّة القديمة والعمارة المصريّة القديمة والعمارة الرومانيّة وعمارة الأنباط، وغيرها من الحضارات القديمة، بالإضافة إلى نمط العمارة الاستعماريّة الذي ظهر بعد اكتشاف الأمريكيتين. حيث يمكن اعتبار مبنى بلديّة فيلادلفيا (1901)، أول محاولة للنحت المعماري في الولايات المتحدة.

## صور

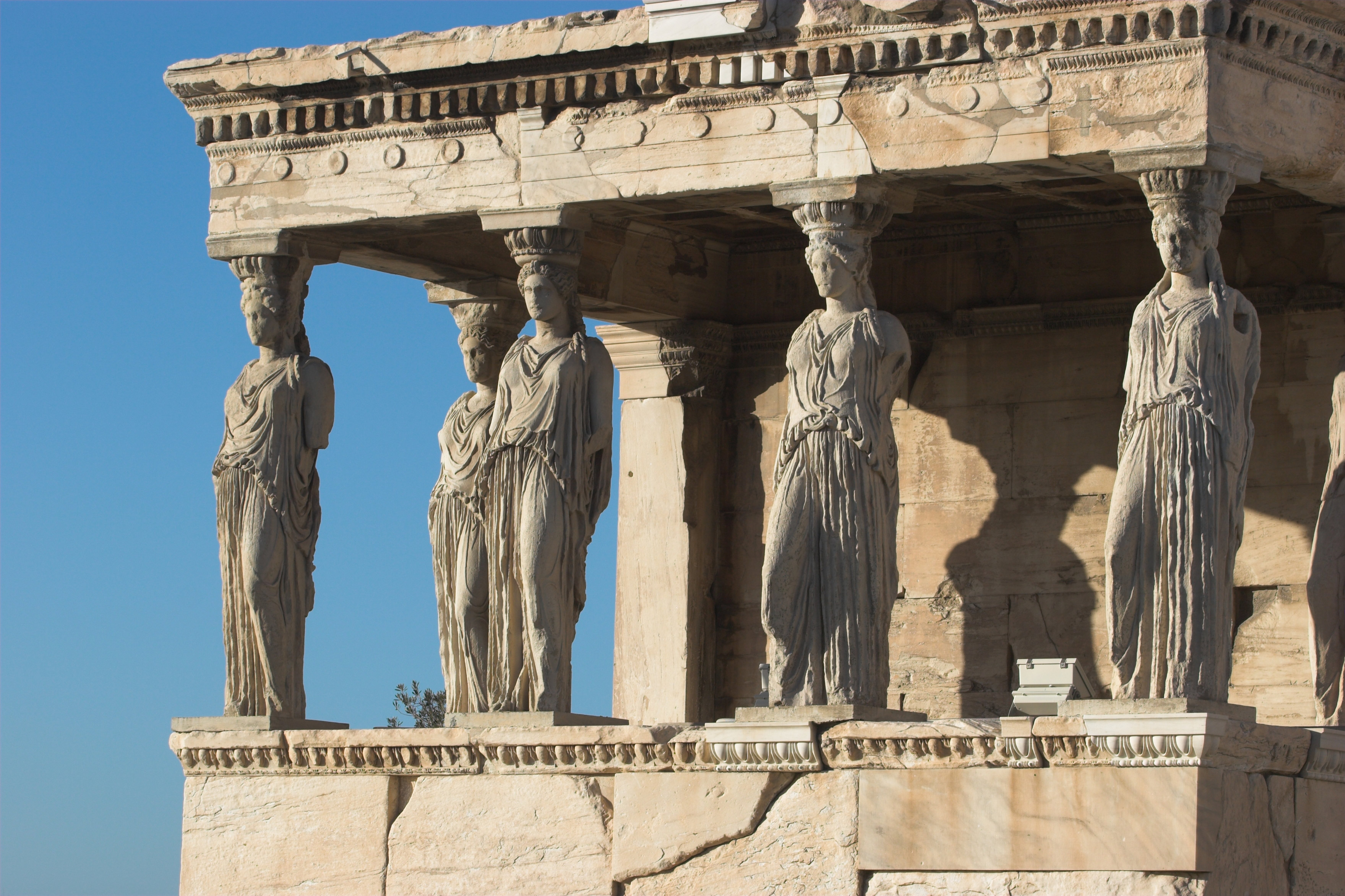
واجهة الإرخثيون في أثينا، اليونان
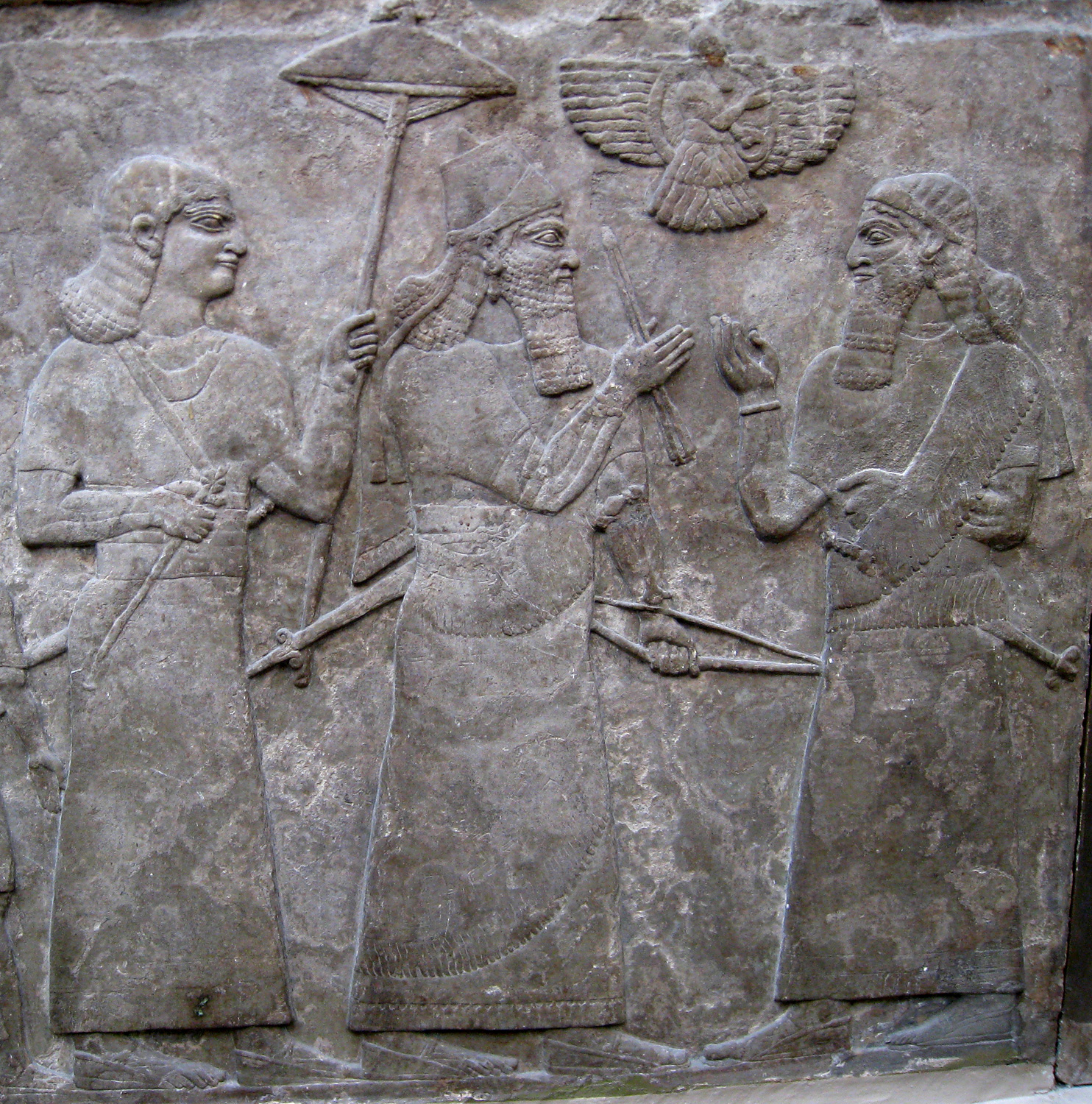
نحت آشوربانيبال من نمرود، العراق
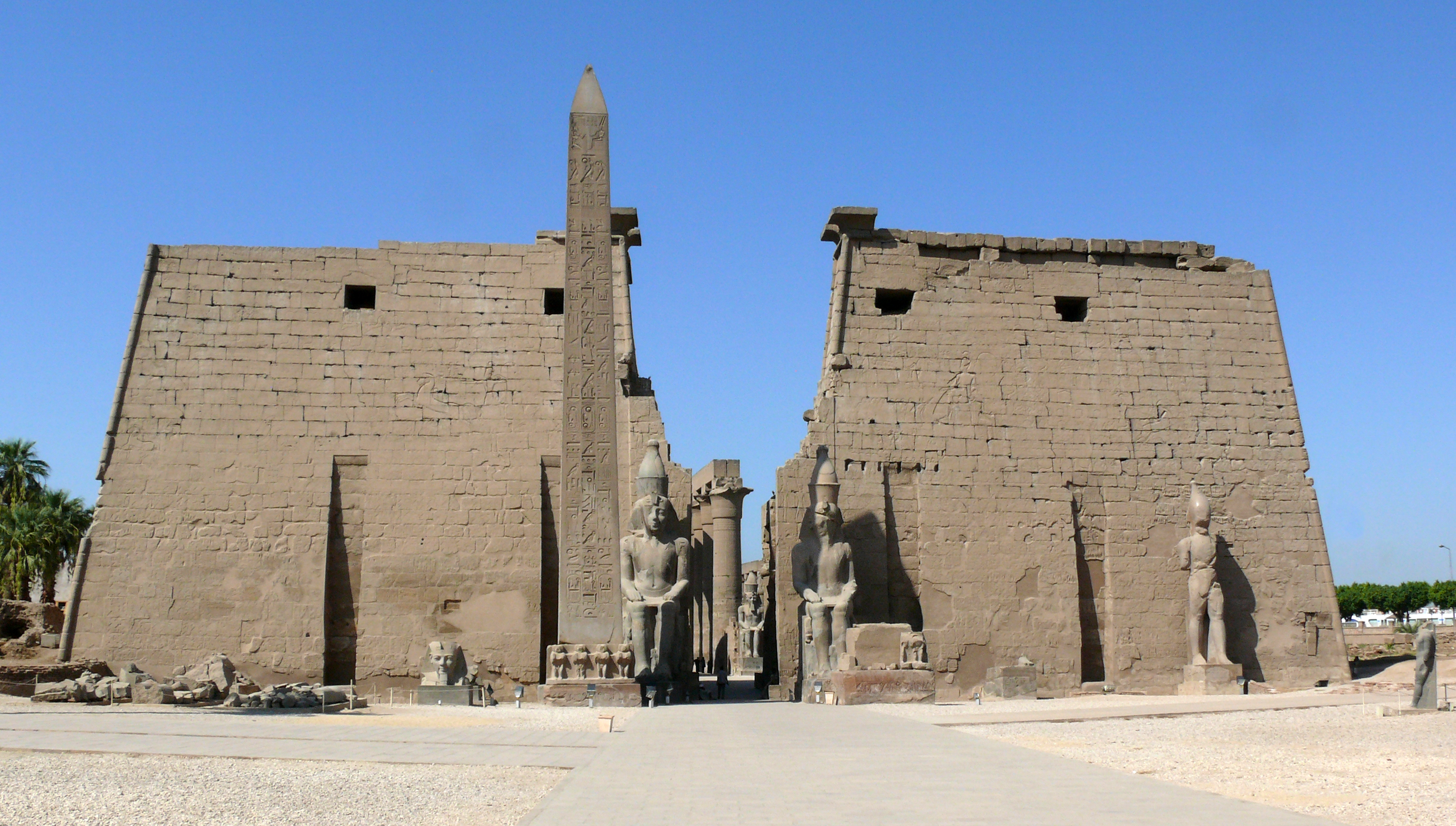
نحت معماري على مسلة معبد الأقصر، مصر
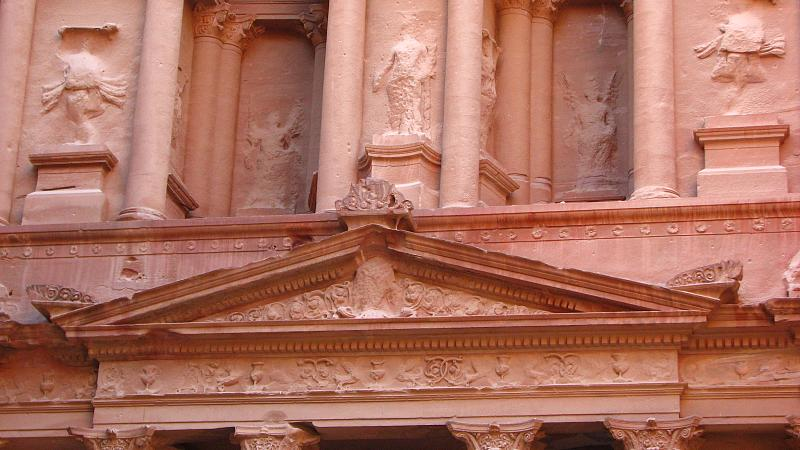
نحت معماري بواجهة الخزنة في البتراء، الأردن.